# Fútbol contra el racismo en Europa
Fútbol en contra del racismo en Europa (Fare) es una red instalada para contrarrestar la discriminación en el fútbol europeo. La red fue instalada en Viena, Austria, en febrero de 1999 después de una reunión de seguidores de grupos de fútbol, jugadores, uniones y asociaciones del fútbol. La red ha recibido respaldo de la UEFA, FIFA y la Comisión europea para sus objetivos.

## La historia de la red
- 1997: Como parte del Año europeo contra diversos proyectos relacionados con el racismo del fútbol son patrocinados por la Comisión europea.
- Febrero 1999: Establecimiento de la red de Boleto y pasando de un plan de BOLETO de acción en Viena.
- Junio 2000: El lanzamiento Oficial de la red de Boleto en la Eurocámara en Bruselas, comenzó justo antes de que Euro 2000.
- Abril 2001: Más de 50 acciones se llevaron en 9 países europeos durante la primera semana de acción de FARE contra racismo y discriminaciones.
- Julio 2001: representantes de Boleto participan en una conferencia de la FIFA  contra el racismo en Buenos Aires.
- Agosto 2001: La UEFA premia su cheque de caridad de Mónaco de un millón suizo francs al Boleto. El boleto se convierte en un miembro del fútbol de la UEFA y carpeta de la responsabilidad social.
- Septiembre 2002: Inicio de un proyecto de lucha contra la discriminación de dos años cofinanciado por la Comisión Europea.
- Octubre 2002: La UEFA consigue detrás del BOLETO un plan de diez puntos de acción.
- Noviembre 2002: El boleto revive la libre Su Mind Award en los premio de MTV premios de música en Barcelona.
- Marzo 2003: La conferencia Unidos Contra el Racismo organizada por el Chelsea FC está organizado conjuntamente por la UEFA, Boleto y la FA.
- Octubre 2003: Unas 400 iniciativas en 24 países se llevaron a cabo durante la 4.ª Semana de Acción. Fare recibe el premio Jean Kahn desde el EUMC.
- Junio 2004: El boleto pone en marcha un programa de Fútbol en la Euro de UEFA 2004 en Portugal.
- Abril 2005: La Conferencia de Redes del servicio tiene lugar en Bratislava.
- Noviembre 2005: Fare participa en una audiencia pública en la Eurocámara en Bruselas.
- Enero 2006: FIFA y el boleto establece una alianza estratégica en el campo de la lucha contra la discriminación. El programa de boletos en Europa del Este es financiado por la campaña del Stand Up Speak Up.
- Febrero 2006: La segunda conferencia Unidos Contra el Racismo organizada conjuntamente por la UEFA, Boletos y el español FA es recibido por FC Barcelona.
- March 2006: La declaración Europea sobre la lucha contra el racismo en el fútbol se convierte en una resolución formal en la Eurocámara en Estrasburgo.
- Junio 2006: Fare ejecuta un programa anti-discriminación en la FIFA Taza Mundial 2006 en Alemania.
- Octubre 2006: Con más de 700 iniciativas en 37 países europeos, y que incluyen la participación de los 32 equipos de la Liga de Campeones, la semana séptima de acción de Fare se convierte en la mayor campaña contra el racismo en el fútbol de Europa hasta el momento.
- Mayo 2007: La conferencia de redes de Boletos en la igualdad y en las minorías étnicas, es organizado por la Federación de Fútbol francesa, LICRA y PSG en París.
- Junio 2012: La campaña contra el racismo en el torneo de la Euro de UEFA 2012 en cooperación con el programa de Respeto de la UEFA, coordinado por la asociación NUNCA OTRA VEZ con sede en Varsovia, Polonia y Ucrania.

## Haciendo campaña y acontecimientos
- El Mondiali Antirazzisti es un torneo único en Italia que reúne grupos de seguidores, aficionados y comunidades locales para celebrar juntos la diversidad y la cultura de los fanes popular. Este festival vibrante de fútbol antirracista, con 204 equipos, de cinco por lado se lleva a cabo cada mes de julio cerca de Bologna.
- El racismo Rompe el Juego: algunos de los ingresos generados por la venta de las pulseras va a Fare para ejecutar una serie de actividades en Europa central y oriental. El programa de tarifa pretende abordar la exclusión de las comunidades romaníes en Eslovaquia y llevar a cabo actividades de vigilancia y de campaña para contrarrestar la presencia de grupos neonazis en los estadios de fútbol en Polonia. En los Balcanes, el objetivo fundamental es desafiar las ideas prevalecientes del nacionalismo y la xenofobia a través del trabajo con los clubes de fútbol y los equipos juveniles.
- Basándose en el éxito de Portugal en 2004, la red de tarifa está preparando un programa de actividades contra el racismo en la Eurocopa 2008 de Austria y Suiza. El objetivo es promover y transmitir el mensaje positivo de la lucha contra el racismo y la discriminación luchando dentro y fuera de los estadios. Fare tiene la intención de atraer a los fanáticos y las comunidades locales a través de los torneos de la calle tiro, reuniones de Apoyo y distribución de fanzine.
- Los videojuegos también han sido partícipe de esta campaña por ejemplo:FIFA ha sacado camisetas que buscan el fin del racismo en el fútbol en distintos clubes después del rechazo que le hicieron a un jugador inglés que su color era negro,el estadio no lo quería aceptar y ni quería que jugara